# Chalepoxenus muellerianus
Chalepoxenus muellerianus е вид ципокрило насекомо от семейство Мравки (Formicidae). Видът е уязвим и сериозно застрашен от изчезване.

## Разпространение
Разпространен е в Италия.